# Aloe spirella
Aloe spirella é uma espécie de liliopsida do gênero Aloe, pertencente à família Asphodelaceae.